# Дубовий Гай (пам'ятка природи)
Дубо́вий Гай — ботанічна пам'ятка природи місцевого значення в Україні. Розташована в межах Хмельницької області, в західній частині міста Шепетівка (на території Шепетівського міського водозбору). 
Площа 3,7 га. Статус надано згідно з рішенням  11 сесії обласної ради від 30.03.2004 року № 22-11/2004. Перебуває у віданні Шепетівської міської ради. 
Статус надано з метою збереження насаджень дуба черешчатого віком від 150 до 250 років.